# Обморок (фильм)
«Обморок» (англ. Swoon) — «независимый» фильм американского режиссёра и сценариста Тома Калина, вышедший в прокат в 1992 году. В фильме снялись Дэниел Шлахет в роли Лёба и Крейг Честер в роли Леопольда.
Фильм рассказывает о нашумевшем убийстве, совершённом в 1924 году Леопольдом и Лёбом. По сравнению с другими кинолентами, вдохновлёнными этим происшествием, «Обморок» уделяет гомосексуальности главных героев гораздо больше внимания.
Наряду с кинокартинами Тодда Хейнса и Грегга Араки «Обморок» относят к направлению т.н. «нового квир-кино».

## В ролях
- Дэниел Шлахет — Ричард Лёб.
- Крейг Честер[англ.] — Натан Леопольд мл.
- Рон Вотер[англ.] — Прокурор штата Кроу.
- Майкл Керби — Детектив Севидж.
- Майкл Стамм — Доктор Бауман.
- Вальда З. Дрэбла — Жермен Рейнхардт.
- Натали Стенфорд — Сьюзан Лурье.
- Гленн Бэкес — Джеймс Дей.
- Адина Портер — стенографистка.

## Отзывы
На сайте Rotten Tomatoes у фильма учтено восемь отзывов, 5 из которых положительные, при среднем рейтинге 6,7 баллов из 10.
Российский критик Сергей Кудрявцев в своей книге «3500 кинорецензий» поставил «Обмороку» 5,5 баллов по 10-балльной шкале и определил жанр фильма как «эстетская криминальная ретро-драма». Он отметил «документально-объективистский подход» режиссёра и назвал стиль ленты «эстетски-авангардистским». Критик обратил внимание, что по сравнению с фильмом Альфреда Хичкока «Веревка», также содержащим отсылки к истории Лёба и Леопольда, в «Обмороке» подробнее раскрыты детали, однако при этом мотивы поступков главных героев остались неясными.

## Награды
Фильм получил следующие награды:
1. 1992 Берлинский кинофестиваль — приз «Тедди» за лучший художественный фильм, приз Caligari за инновации в Программе молодого кино.
2. 1992 Санденс — приз за операторскую работу в категории «Драматический фильм» (Эллен Курас), номинирован на гран-при в категории «Драматический фильм».
3. 1992 Gotham Awards — Open Palm Award (Том Калин).
4. 1992 МКФ в Стокгольме — Премия ФИПРЕССИ.
5. 1993 «Независимый дух» — номинирован в категориях «Лучшая операторская работа» (Эллен Курас), «Лучшая режиссура» (Том Калин), «Лучший дебютный фильм» и «Лучшая мужская роль» (Крейг Честер).
6. 1993 МКФ в Порту — приз в секции «Неделя режиссёров».